# ピソウイルス
ピソウイルス (Pithovirus) はウイルスの属の一つ。アメーバに感染する Pithovirus sibericum 1種のみを含む。二本鎖DNAを持ち、巨大核質DNAウイルスに含まれる。2014年にシベリアの永久凍土から採取された、3万年前の氷床コアから発見された。

## 形態
属名 Pithovirus は、古代ギリシャの甕であるピトスに形が似ることから命名された。長径1.5µm、短径0.5µmで、これまでに知られていた最大のウイルス、パンドラウイルスの2倍の大きさである。一端が開いた楕円球型の細胞壁を持ち、内部はハニカム構造となっている。
ゲノムには約500の遺伝子が含まれる。これは典型的なウイルスより多いが、パンドラウイルスと比べると1桁ほど小さい。つまり、本種のゲノムは他のウイルスと比べ、遺伝子密度が低いということである。また、2/3のタンパク質は、他のウイルスでは見られないものであった。ゲノム配列はパンドラウイルスよりも、マルセイユウイルス科・メガウイルス科・イリドウイルス科などのウイルスと類似している。これらの科は全て正二十面体の大型DNAウイルスである。パンドラウイルスのゲノムのGC含量が61%を超えるのに対し、ピソウイルスでは36%で、この値はメガウイルス科のものに近い。

### 複製
天然痘ウイルスなどのDNAウイルスと同じように、複製は宿主の細胞質で行われる。

## 発見
エクス＝マルセイユ大学のジャン・ミシェル・クラブリーとシャンタル・アベルジェルが率いる研究チームにより、シベリア、チュクチ自治管区沿岸の永久凍土から採取された、3万年前の氷床コアから発見された。これは、後期更新世の堆積物の30m下から採取されたものである。2000年に採取された川岸のサンプルからアメーバが現れ、死にかけたアメーバを調べたところ、巨大なウイルスが発見された。発見者は、氷床コアを調べるというアイデアは、2012年に、氷床コアからスガワラビランジの蘇生に成功した、という話から思いついたと語っている。本種の発見は、2014年3月、米国科学アカデミー紀要で発表された。